# Julius Schrader
Pour les articles homonymes, voir Schrader.
 (juillet 2025).
Julius Friedrich Anton Schrader (né le 16 juin 1815 à Berlin, mort le 16 février 1900 à Groß-Lichterfelde, devenu un quartier de Berlin) est un peintre allemand.

## Biographie
Il va à l'Académie prussienne des arts à Berlin de 1830 à 1832. Il poursuit ses études à l'académie de Düsseldorf avec comme professeur Wilhelm von Schadow. Il reste dans cette ville et se fait connaître pour ses portraits et ses peintures historiques.
De 1845 à 1847, il fait des voyages en Italie, surtout à Rome, en Hollande, en Belgique, en France et en Angleterre. De retour à Berlin, il se consacre à la peinture historique et participe à la création du Neues Museum dans les années 1850. De 1856 à 1892, il est professeur à l'académie de Berlin, où il est le professeur, notamment, d'Albert Tschautsch.

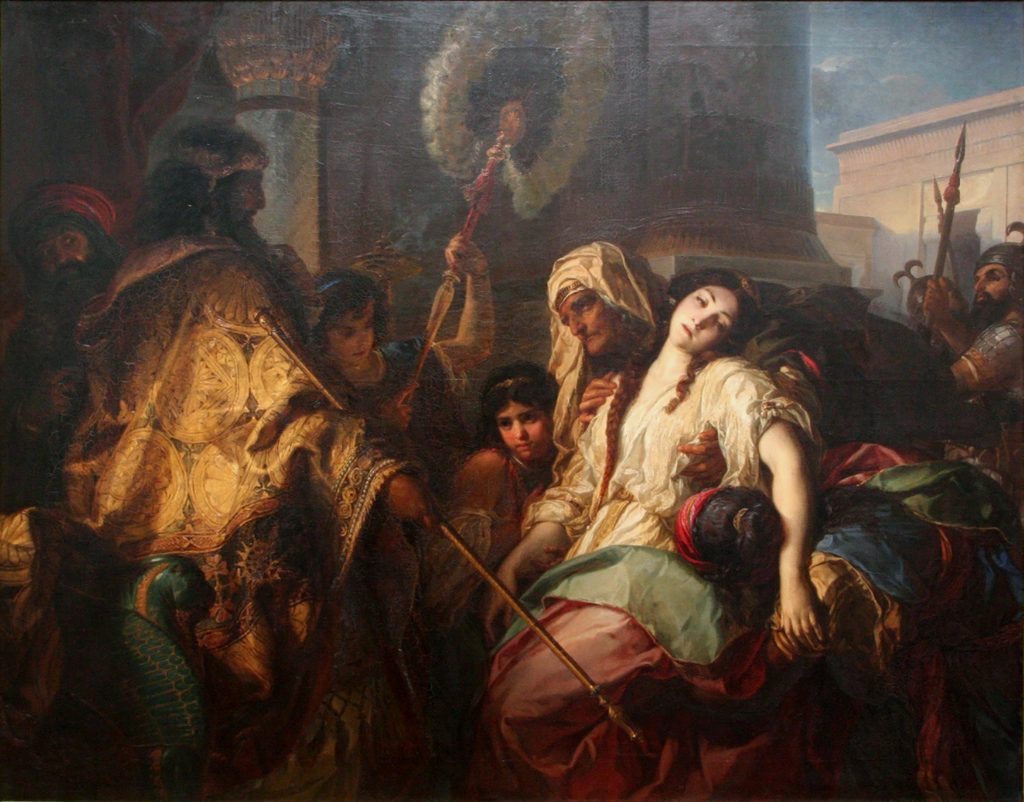
Esther devant Assuérus, 1856.